# Melvin Frazier
Melvin Jamon Frazier Jr., né le 30 août 1996 à La Nouvelle-Orléans en Louisiane, est un joueur américain de basket-ball évoluant aux postes d'arrière et d'ailier.

## Biographie

### Carrière universitaire
Après ses trois saisons universitaires avec le Green Wave de Tulane, il se présente à la draft 2018 de la NBA.

### Carrière professionnelle
Le 21 juin 2018, il est drafté en 35e position par le Magic d'Orlando.
Le 6 juillet 2018, il signe son premier contrat NBA avec le Magic d'Orlando.
Entre le 10 novembre 2018 et le 3 avril 2019, il est envoyé plusieurs chez le Magic de Lakeland, l'équipe de G-League affiliée au Magic d'Orlando.
Entre le 16 novembre 2019 et le 3 mars 2020, il est envoyé plusieurs fois chez le Magic de Lakeland.
Début avril 2022, il signe un contrat two-way en faveur du Thunder d'Oklahoma City.

## Statistiques
Légende :
gras = ses meilleures performances

### Universitaires
| Saison    | Équipe   | Matchs | Titul. | Min./m | % Tir | % 3pts | % LF | Rbds/m. | Pass/m. | Int/m. | Ctr/m. | Pts/m. |
| --------- | -------- | ------ | ------ | ------ | ----- | ------ | ---- | ------- | ------- | ------ | ------ | ------ |
| 2015-2016 | Tulane   | 34     | 11     | 19,5   | 40,1  | 28,6   | 51,6 | 3,15    | 0,71    | 0,91   | 0,26   | 5,18   |
| 2016-2017 | Tulane   | 30     | 28     | 30,2   | 43,8  | 26,4   | 66,7 | 4,60    | 1,53    | 1,87   | 0,47   | 11,47  |
| 2017-2018 | Tulane   | 30     | 30     | 34,4   | 55,6  | 38,5   | 71,5 | 5,60    | 2,87    | 2,10   | 0,73   | 15,90  |
| Carrière  | Carrière | 94     | 69     | 27,7   | 48,1  | 31,2   | 65,3 | 4,39    | 1,66    | 1,60   | 0,48   | 10,61  |

### Professionnelles

#### Saison régulière
| Saison    | Équipe   | Matchs | Titul. | Min./m | % Tir | % 3pts | % LF | Rbds/m. | Pass/m. | Int/m. | Ctr/m. | Pts/m. |
| --------- | -------- | ------ | ------ | ------ | ----- | ------ | ---- | ------- | ------- | ------ | ------ | ------ |
| 2018-2019 | Orlando  | 10     | 0      | 4,4    | 33,3  | 0,0    | 25,0 | 0,50    | 0,10    | 0,10   | 0,00   | 1,50   |
| 2019-2020 | Orlando  | 19     | 0      | 6,6    | 44,1  | 50,0   | 50,0 | 0,53    | 0,16    | 0,47   | 0,11   | 2,11   |
| Carrière  | Carrière | 29     | 0      | 5,9    | 40,0  | 36,4   | 37,5 | 0,52    | 0,14    | 0,34   | 0,07   | 1,90   |

Dernière mise à jour le 12 août 2020.

#### Playoffs
| Saison   | Équipe  | Matchs | Titul. | Min./m | % Tir | % 3pts | % LF | Rbds/m. | Pass/m. | Int/m. | Ctr/m. | Pts/m. |
| -------- | ------- | ------ | ------ | ------ | ----- | ------ | ---- | ------- | ------- | ------ | ------ | ------ |
| 2019     | Orlando | 3      | 0      | 4,9    | 40,0  | 0,0    | 50,0 | 1,33    | 0,00    | 0,33   | 0,00   | 1,67   |
| Carrière | 3       | 0      | 4,9    | 40,0   | 0,0   | 50,0   | 1,33 | 0,00    | 0,33    | 0,00   | 1,67   |        |

Dernière mise à jour au terme de la saison 2019-2020.

## Records sur une rencontre en NBA
Les records personnels de Melvin Frazier en NBA sont les suivants, :
| Type de statistique        | Saison régulière | Saison régulière                | Saison régulière | Playoffs | Playoffs             | Playoffs      |
| Type de statistique        | Record           | Adversaire                      | Date             | Record   | Adversaire           | Date          |
| -------------------------- | ---------------- | ------------------------------- | ---------------- | -------- | -------------------- | ------------- |
| Points                     | 16               | @ Lakers de Los Angeles         | 8 avril 2022     | 4        | @ Raptors de Toronto | 23 avril 2019 |
| Paniers marqués            | 5                | @ Lakers de Los Angeles         | 8 avril 2022     | 2        | @ Raptors de Toronto | 23 avril 2019 |
| Paniers tentés             | 17               | @ Lakers de Los Angeles         | 8 avril 2022     | 3        | @ Raptors de Toronto | 23 avril 2019 |
| Paniers à 3 points réussis | 2                | 2 fois                          | 2 fois           | -        | -                    | -             |
| Paniers à 3 points tentés  | 9                | @ Lakers de Los Angeles         | 8 avril 2022     | -        | -                    | -             |
| Lancers francs réussis     | 5                | @ Lakers de Los Angeles         | 8 avril 2022     | 1        | Raptors de Toronto   | 21 avril 2019 |
| Lancers francs tentés      | 6                | @ Lakers de Los Angeles         | 8 avril 2022     | 2        | Raptors de Toronto   | 21 avril 2019 |
| Rebonds offensifs          | 3                | @ Jazz de l'Utah                | 6 avril 2022     | 1        | @ Raptors de Toronto | 23 avril 2019 |
| Rebonds défensifs          | 3                | 3 fois                          | 3 fois           | 2        | @ Raptors de Toronto | 23 avril 2019 |
| Rebonds totaux             | 5                | @ Jazz de l'Utah                | 6 avril 2022     | 3        | @ Raptors de Toronto | 23 avril 2019 |
| Passes décisives           | 2                | Pelicans de La Nouvelle-Orléans | 13 août 2020     | -        | -                    | -             |
| Interceptions              | 2                | @ Celtics de Boston             | 9 août 2020      | 1        | Raptors de Toronto   | 21 avril 2019 |
| Contres                    | 1                | 2 fois                          | 2 fois           | -        | -                    | -             |
| Balles perdues             | 2                | 2 fois                          | 2 fois           | -        | -                    | -             |
| Minutes jouées             | 44               | @ Lakers de Los Angeles         | 8 avril 2022     | 6        | @ Raptors de Toronto | 16 avril 2019 |

- Double-double : 0
- Triple-double : 0

Dernière mise à jour : 15 juillet 2022